# مارز هیل (مین)
مارز هیل(به انگلیسی: Mars Hill) شهری در ایالت مین کشور ایالات متحده آمریکا است که جمعیت آن در سرشماری سال ۲۰۱۰ میلادی، ۹۸۰ نفر بوده‌است.